# Mitochondriales Ribosom

Schematischer Aufbau des Mitochondriums

Das mitochondriale Ribosom, auch Mitoribosom, ist das Ribosom der Mitochondrien in Eukaryoten. Es dient der Proteinbiosynthese einiger mitochondrialer Proteine.

## Eigenschaften
Mitochondriale Ribosomen sind, wie ihre zytosolischen Gegenstücke, Ribonukleoproteine, besitzen aber im Vergleich einen höheren Proteinanteil. Während der RNA-Anteil in mitochondrialen Ribosomen bei etwa 30 % liegt, ist er bei zytosolischen Ribosomen von Eukaryoten bei 50 bis 60 % und bei bakteriellen Ribosomen 60 bis 70 %. Sie bestehen aus zwei Untereinheiten, der größeren mtLSU (mitochondrial large subunit, 39 S) und der kleineren mtSSU (mitochondrial small subunit, 28 S). Zusammen bilden sie das mitochondriale Ribosom mit 55 S. Die Verbindung beider Untereinheiten ist flexibler als bei anderen Ribosomen, wodurch mehr Konformationen ermöglicht werden.
Die kleine Untereinheit enthält 30 Proteine, die große Untereinheit 50. Die RNA der kleinen Untereinheit besteht aus etwa 955 Ribonukleotiden (12 S) und die große Untereinheit aus etwa 1571 Ribonukleotiden (16 S). Weiterhin wird noch eine tRNA gebunden. Das mitochondriale Ribosom von Säugern enthält 82 Proteine, von denen 39 keine Homologen in anderen Ribosomen besitzen. Etwa 25 % der mitochondrialen ribosomalen Proteine dienen dem mitochondrialen Ribosom zur Kompensation der im Vergleich zum Ribosom von Bakterien deutlich kürzeren RNA und fast alle Proteine davon sind im Vergleich zu ihren bakteriellen Homologen verlängert. Nicht alle kompensierenden zusätzlichen Proteine befinden sich dabei an der Stelle der RNA-Verkürzung.

### Mitochondriale Translation
Während im Menschen über 1500 Proteine im Mitochondrium vorkommen (etwa 1000 in Hefen), sind nur 13 Proteine in der mtDNA codiert (8 in Hefen), während die übrigen Proteine über Signalsequenzen aus dem Zytosol über Tom und Tim importiert werden oder von Ribosomen im Zytosol erzeugt werden, die mit der äußeren mitochondrialen Membran verbunden sind. Alle mitochondrial codierten Proteine sind an der Elektronentransportkette der oxidativen Phosphorylierung beteiligt. Vier der fünf Proteinkomplexe daraus (I, III, IV, V) haben sowohl zytosolisch erzeugte als auch mitochondrial erzeugte Proteine.
Die mRNA im Mitochondrium, aus der an mitochondrialen Ribosomen Proteine erzeugt werden, enthält im Gegensatz zu mRNA an zytosolischen Ribosomen keine Shine-Dalgarno-Sequenz und keine Cap-Struktur. Der Mechanismus der Initiation der Translation am mitochondrialen Ribosom ist unbekannt.

### Gendefekte
Defekte des mitochondrialen Ribosoms können zu verschiedenen Erkrankungen führen, z. B. Leigh-Syndrom, sensorineuraler Hörverlust, Enzephalomyopathie und hypertropher Kardiomyopathie.